# Rochor River

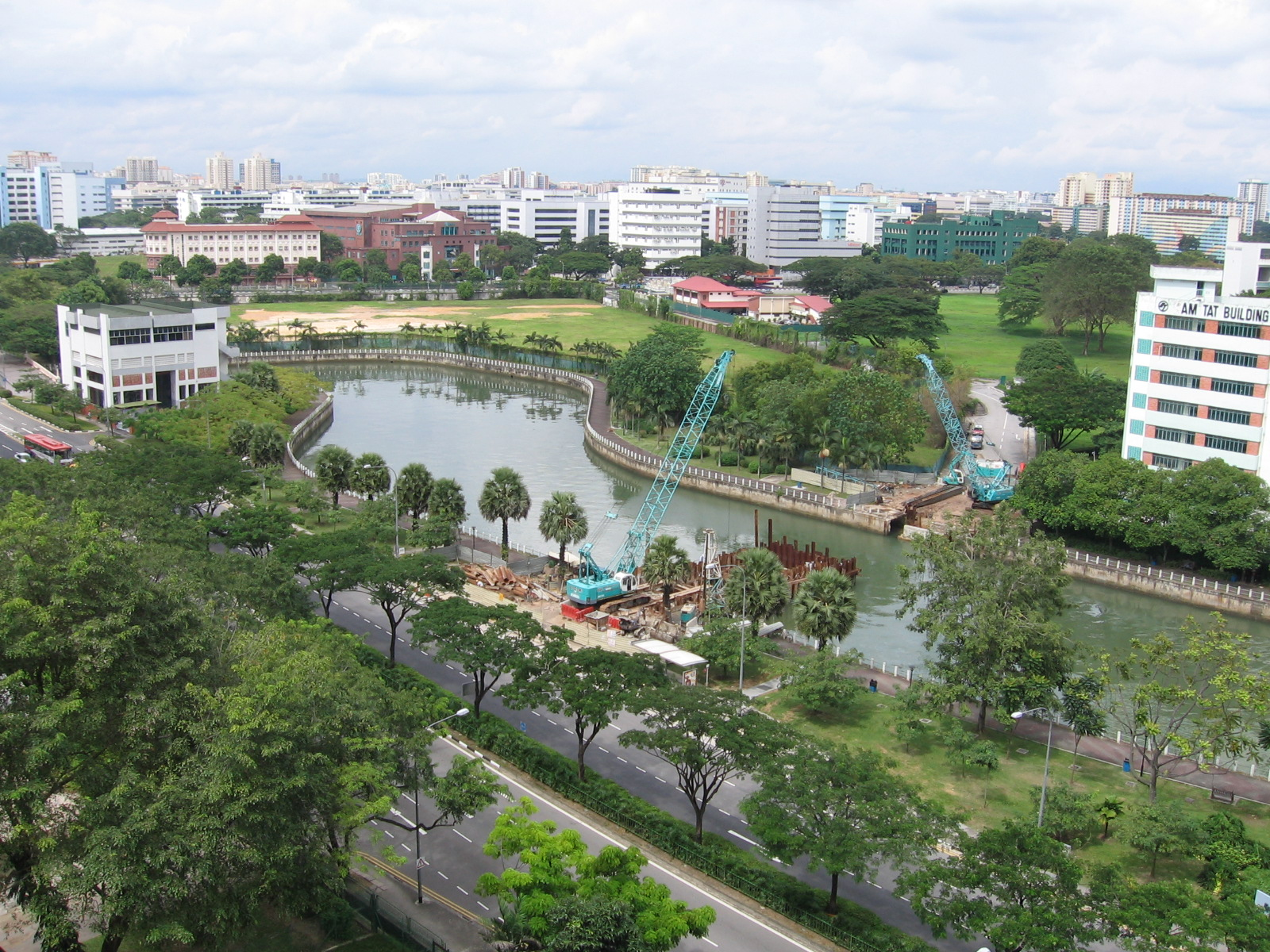
Rochor River

Der Rochor River (chinesisch: 梧 槽 河, malaiisch: Sungei Rochor), und der in den 1830er Jahren entstandene Rochor Canal (chinesisch: 梧槽沟渠), ist ein Fluss-Kanal-System vor allem in sog. Planungsgebieten (planning area) Bukit Timah, Rochor und Kallang in der zentralen Region von Singapur.

## Flussverlauf und Name
Die Quelle des Systems Rochor River und Rochor Canal wird in Bukit Timah unweit der MRT-Haltestelle Beauty World angegeben; der Verlauf des Flusses (bzw. des Kanals) geht dann nach Osten bis hin zu Rochor  und Kallang, wo der Fluss bei der Merdeka Bridge – zusammen mit Kallang River – in Kallang Basin (Teil des Marina Reservoirs und Marina Bay) mündet.
Der Fluss wurde in der Vergangenheit häufig reguliert und durch Kanäle erweitert, um die Überflutungen in Bukit Timah unter Kontrolle zu bekommen. Während der untere Verlauf unumstritten Rochor River heißt, wird von der Victoria Bridge stromaufwärts alternativ der Name Rochor Canal beziehungsweise – noch mehr stromaufwärts – Bukit Timah Canal verwendet, wie man es auf verschiedenen Karten auch findet. Der Kanal wurde häufig gereinigt und renoviert. Weil dies nicht half, wurden im Rahmen des Bukit Timah Flood Alleviation Scheme (BTFAS) der PUB Singapore’s National Water Agency (aus den 1960er Jahren) zusätzlich zwei Enlastungskanäle errichtet: der Bukit Timah First Diversion Canal (1966–1972, 3,2 km nach Pandan Reservoir) und der Bukit Timah Second Diversion Canal (1990er Jahre, 4,4 km lang, nach Kallang Basin). Sie verlaufen teilweise unterirdisch in Tunneln.

## Geschichte
Der in den 1830er Jahren entstandene Rochor Canal begünstigte die Entstehung des Viehhandels in Little India. Mit seinem Wasser wurden die Weiden gespeist, wo die Büffel grasten und wo der Handel mit ihnen betrieben wurde. Der heutige wet market Tekka Centre (auch Tekka Market) hies früher 1915 bei der Eröffnung Kandang Kerbau Market („KK Market“), wo „kerbau“ im Malayischen in etwa so viel wie „Viehgehege“ bedeutet. Neben Viehzucht entstanden in diesem Gebiet, bekannt als Kampong Kerbau („Buffalo Village“, etwa Viehdorf im Malayischen), Betriebe wie Schlachthöfe, Milchhändler und ähnliche. In den 1880er Jahren waren im gesamten Bezirk Ochsen- und Kuhställe sowie Pony- und Pferdeställe zu finden. Die Rinderzucht erreichte ihren Höhepunkt um 1900.
Der Fluss (und Kanal) war früher ebenfalls eine wichtige Wasserstraße für die Holzindustrie, an seinen Ufern befanden sich viele Sägewerke und Holzfabriken. Zu ihnen wurden durchgehend Baumstämme aus Indonesien und Malaysia befördert.

### Kanalumgestaltung 2011–2015

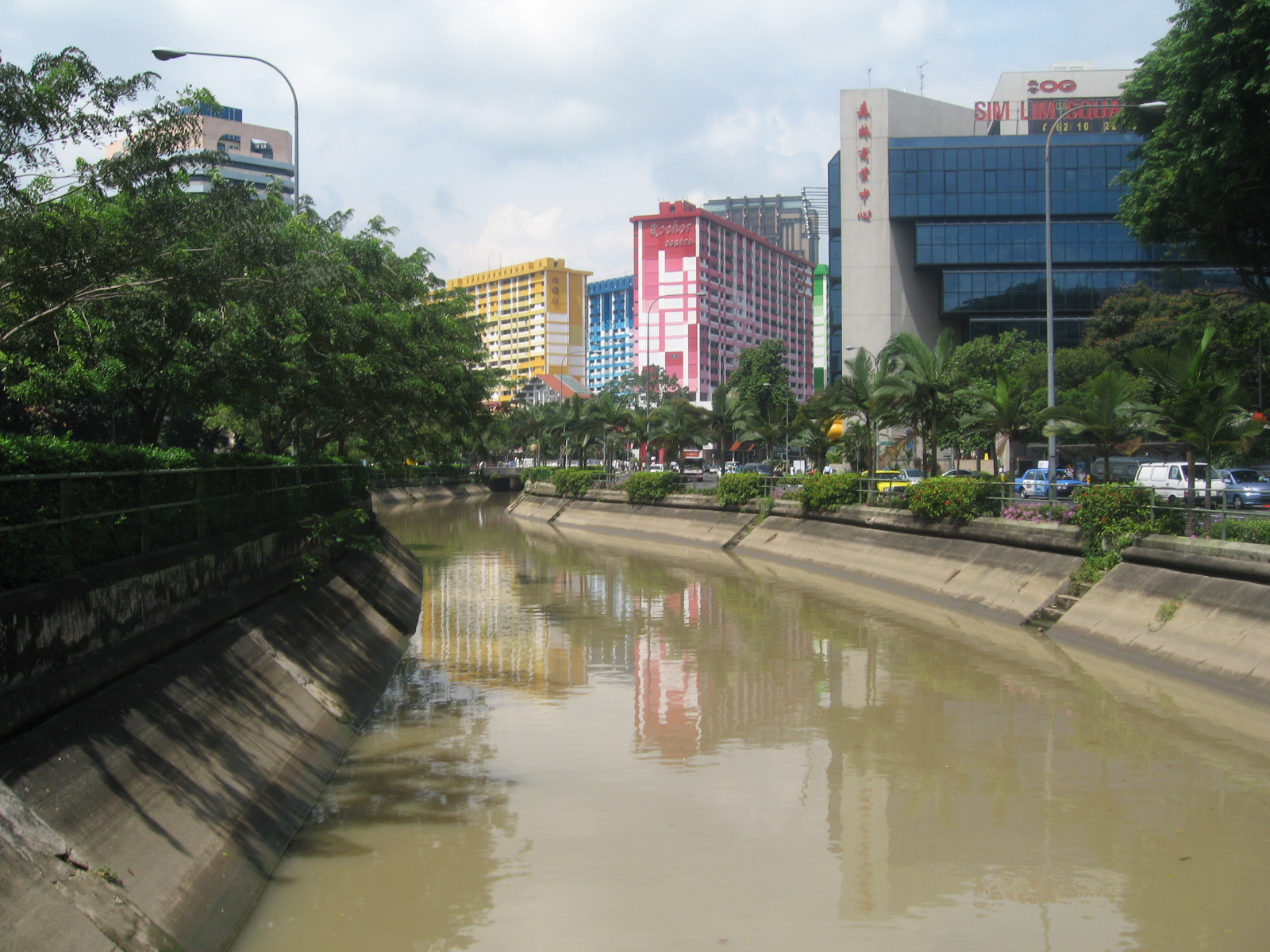
Rochor Canal 2006 vor der Sanierung

2011 wurde auf Beschluss der Wasserbehörde PUB – Singapore’s National Water Agency damit begonnen, einen 1,1 km langen Abschnitt des Rochor-Kanals, der besonders verkommen war, umfangreich und neu zu gestalten. Diese Sanierung geschah im Rahmen des Programms „Active, Beautiful, Clean Waters programme“ (ABC Water programme); die Kosten veranschlagte man mit S$ 48 Millionen. Es sollte ein attraktiver Flussabschnitt mit städtischem Boulevard, Promenaden, Fußgängerbrücken, Terrassen, mehreren Gärten und einem Gemeinschaftsplatz entstehen. Der neue Abschnitt, der die alte unhygienische Kanalführung ersetzte, wurde am 8. März 2015 offiziell eröffnet.